# Beulah McGillicutty
Trisa Laughlin (* 14. März 1969 in Muskegon, Michigan als Trisa Hayes), besser bekannt unter ihrem Ringnamen Beulah McGillicutty, ist eine ehemalige US-amerikanische Wrestlingmanagerin und Wrestlerin sowie Kinderbuchautorin. Sie gilt allgemein als eine der ersten sogenannten Divas, wie die neue Generation von Damen im Wrestlingsport heute bezeichnet werden. Bei ihnen liegt das Hauptaugenmerk weniger auf der sportlichen als viel mehr auf der optischen und schauspielerischen Seite. Sie wurde einem breiteren Publikum während ihrer Zeit bei Extreme Championship Wrestling in den späten 1990er Jahren bekannt.

## Persönliches
Laughlin schrieb sich nach ihrem Ausscheiden bei ECW im Jahr 1998 wieder an einem College ein. Im Oktober 2002 heiratete sie ihren langjährigen Partner Thomas Laughlin (Ringname Tommy Dreamer), dem sie zwei Töchter, Brianna und Kimberly, gebar. Im Jahr 2012 veröffentlichte sie Gertrude the Great, ihr erstes Kinderbuch. Ex-Wrestler Mick Foley hatte ihr den Kontakt zur Illustratorin Jill Thompson verschafft.

## Professionelle Wrestlingkarriere

### Stampede Wrestling (1988)
Als „Schwester“ ihres damaligen Lebensgefährten Brian Pillman saß Laughlin im Publikum und wurde nach einem „Angriff“ durch Heels von Pillman „gerettet“. Es war ihr erster Kontakt mit dem Sport.

### Extreme Championship Wrestling (1995–1998)
Einige Jahre später war Laughlin als Hintergrundtänzerin für den Musiker Prince aktiv und lernte den damaligen Baseballprofi Ron Gant kennen, der sie wiederum mit dem Wrestler Raven bekannt machte. Dieser stellte sie Paul Heyman, dem damaligen Eigentümer von ECW, vor, der sie im Jahr 1995 als Valet unter Vertrag nahm. Dort wurde sie als Beulah McGillicutty in eine Storyline um den ihr bereits bekannten Raven sowie Tommy Dreamer, die über einen längeren Zeitraum miteinander fehdeten, eingebunden. Raven und Dreamer, laut Story ehemalige Schulfreunde, hätten zu Jugendzeiten ein Ferienlager besucht, in dem auch Beulah anwesend gewesen wäre. Das junge Mädchen hätte an Übergewicht gelitten, sich in Dreamer verliebt, wäre jedoch von diesem abgewiesen worden und hätte sich dann Raven zugewandt. Ravens Gehilfe Stevie Richards hätte die nun schlanke und gut aussehende Beulah dann zu ECW gebracht, um Rache an Dreamer zu üben. Als Valet Ravens musste sie im Verlauf der Fehde mehrere Piledriver einstecken.
Sowohl mit Luna Vachon als auch mit Francine lieferte sich McGillicutty diverse Catfights, trat aber speziell gegen Francine auch im Ring an. Anfang 1996 gab Beulah an, schwanger von Dreamer zu sein und schloss sich daraufhin diesem an, was die Fehde noch einmal intensivierte. Wenig später behauptete Shane Douglas, Beulah wäre niemals schwanger gewesen und hätte nun auch Dreamer betrogen. Ravens neue Managerin Kimona Wanalaya gab zu, die Schuldige zu sein, rang Beulah auf den Ringboden und küsste sie. Mit den Worten „I'll take em both, I'm hardcore!“ bemächtigte sich Tommy Dreamer erneut einer Frau aus dem Kreis seines Kontrahenten.
Im Jahre 1997 stieg McGillicutty erneut in den Ring und absolvierte Tag-Team-Matches mit Dreamer sowie einen blutigen Kampf gegen den beim Publikum sehr unbeliebten Bill Alfonso. 1998 erlitt sie einen „Genickbruch“, nachdem die Dudley Boyz sie mit einem Dudley Death Drop attackiert hatten, um sich von ECW verabschieden zu können.

### Sporadische Auftritte (2005–2014)
Beim von WWE abgehaltenen Großereignis ECW One Night Stand half McGillicutty ihrem Mann Dreamer und The Sandman in ihrem Match gegen die Dudley Boyz und lieferte sich einen Catfight mit Francine.
Ein Jahr später stieg sie zusammen mit Dreamer und Terry Funk gegen Lita, Edge und Mick Foley bei WWE in den Ring; ihr Tagteam verlor. 
Im August 2010 war Beulah mit ihren Töchtern zu Gast bei Hardcore Justice, einem PPV der Promotion TNA, griff dann aber in einem Match zwischen Dreamer und Raven ein, als sie Raven zwischen die Beine trat.